# نوعي خابوشاني
محمد رضا خابوشاني المعروف أيضًا باسم نوعي خابوشاني (1563-1610) كان شاعرًا فارسيًا في القرن السادس عشر وأوائل القرن السابع عشر. ولد في خابوشان، وهي مدينة بين قوجان ونيسابور في خراسان إيران. هاجر إلى الهند وقضى بقية حياته في خدمة سلطان مغول الهند أكبر وابنه دانيال ميرزا [الإنجليزية] وعاد إلى إيران مرة واحدة قبل إقامته الدائمة في الهند. كان تلميذًا للمحتشم الكاشاني، وله قصائد في مختلف الأشكال الشعرية مثل الغزل والمثنوي والقصيدة. عمله الشهير هو كتاب الحرق والذوبان. وله أيضًا كتاب شعر آخر اسمه ديوان نوعي.

## الحرق والذوبان
الحرق والذوبان (يُنطق بالفارسية: سوز وجوداز) وهي من الأعمال المشهورة لنوعي خابوشاني. يتكون من 492 بيتًا. تتحدث هذه القصيدة عن فتاة أقدمَت على الساتي بعد وفاة حبيبها.